# John Hay (1919-1998)
Pour les articles homonymes, voir John Hay.
John Albert Hay (24 novembre 1919 - 27 janvier 1998) est un homme politique conservateur britannique.

## Biographie
Hay est né à Brighton, dans le Sussex, de John Edward Hay (maire de Brighton en 1953) et de May Hollingdale. Il est le frère de l'auteur Peter Thomas Hay (en). Il fait ses études à Brighton, Hove et Sussex Grammar School. Il sert comme sous-lieutenant dans la Royal Navy pendant la Seconde Guerre mondiale.
Il épouse Beryl Found, la fille unique de Herbert Found et Alice Found. Ils ont deux enfants, Victoria (née en 1949) et Richard (né en 1953). Leur mariage se termine par un divorce.
Hay travaille comme avocat à Brighton et à Londres. Il est président des Jeunes conservateurs de 1947 à 1949 et est élu au Parlement en 1950 en tant que député de Henley, dans le sud de l'Oxfordshire. Il est secrétaire parlementaire privé du président de la Chambre de commerce de 1951 à 1955, puis secrétaire parlementaire du ministère des Transports de 1959 à 1963 sous Ernest Marples, où il introduit les parcmètres, et en tant que dernier Lord civil de l'Amirauté de 1963 à 1964. Suite de la réorganisation du ministère de la Défense, il devient sous-secrétaire d'État parlementaire à l'Armée jusqu'à ce que le Parti travailliste remporte les élections générales d'octobre 1964.
Hay prend sa retraite de la politique et du Parlement en 1974 et épouse Janet Spruce en 1975. Ils émigrent au Canada et il est décédé à West Vancouver en 1998.